# 皮烏馬

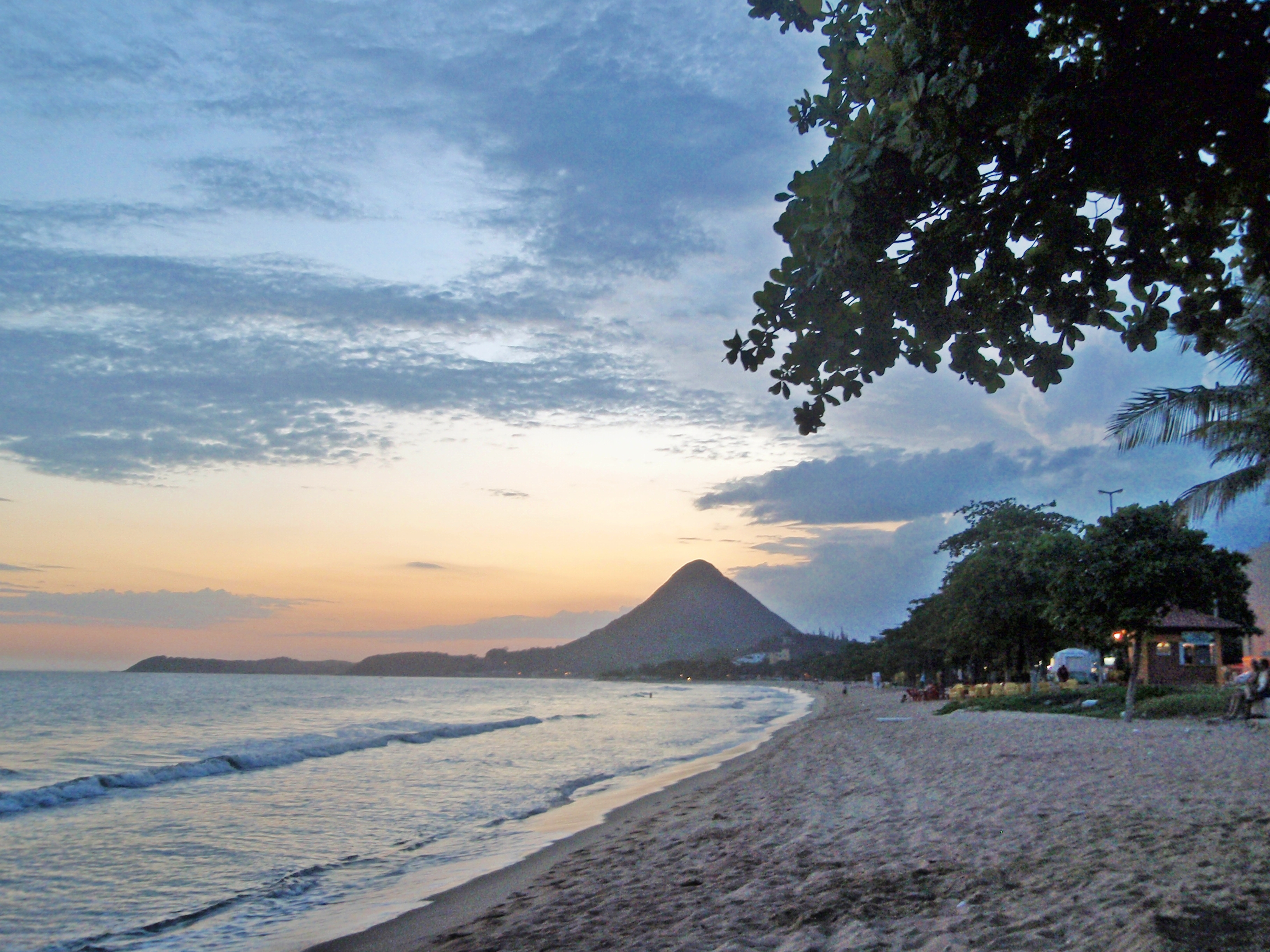
皮烏馬

皮烏馬（葡萄牙語：Piúma），是巴西的城鎮，位於該國東南部，由聖埃斯皮里圖州負責管轄，始建於1963年12月24日，面積74.8平方公里，2014年人口20,395，人口密度每平方公里272.54人。